# Liste der Kulturgüter in Münchwilen TG
Die Liste der Kulturgüter in Münchwilen TG enthält alle Objekte in der Gemeinde Münchwilen im Kanton Thurgau, die gemäss der Haager Konvention zum Schutz von Kulturgut bei bewaffneten Konflikten, dem Bundesgesetz vom 20. Juni 2014 über den Schutz der Kulturgüter bei bewaffneten Konflikten sowie der Verordnung vom 29. Oktober 2014 über den Schutz der Kulturgüter bei bewaffneten Konflikten unter Schutz stehen.
Objekte der Kategorien A und B sind vollständig in der Liste enthalten, Objekte der Kategorie C fehlen zurzeit (Stand: 1. Januar 2023).

## Kulturgüter
| Foto |                                                                               | Objekt                                             | Kat. | Typ | Standort                                         | Beschreibung |
| ---- | ----------------------------------------------------------------------------- | -------------------------------------------------- | ---- | --- | ------------------------------------------------ | --- |
| ja   | Datei hochladen · Wikidata zu Kapelle St. Margarethen (Q1728434)              | St. Margarethen Kapelle KGS-Nr.: 05116             | A    | G   | St. Margarethen, Kapellstrasse 1 717760 / 260704 | 1642 an Stelle einer alten Kapelle aus dem Jahr 14. Jahrhundert neu erbaut, von den Jakobspilgern auf dem Schwabenweg besucht. |
| ja   | Datei hochladen · Wikidata zu Bezirksgebäude, Gerichtshaus (Q29883218)        | Bezirksgebäude, Gerichtshaus KGS-Nr.: 05117        | B    | G   | Wilerstrasse 2 717478 / 259717                   | 1906 vom Architekten Albert Brenner erbaut, 2015 durch einen Anbau erweitert.                                                  |
| ja   | Datei hochladen · Wikidata zu Ehemaliges Gasthaus Freudenberg (Q29883225)     | Ehemaliges Gasthaus Freudenberg KGS-Nr.: 05118     | B    | G   | Freudenberg 15–17 716360 / 259276                | 1820 erbautes Doppelhaus in Riegelwerkbauweise. Ehemaliges Gasthaus.                                                           |
| ja   | Datei hochladen · Wikidata zu Primarschulhaus (Q29883229)                     | Primarschulhaus KGS-Nr.: 13773                     | B    | G   | Eschlikonerstrasse 5 717278 / 259711             | |
| ja   | Datei hochladen · Wikidata zu Ehemalige Weberei und Strumpffabrik (Q29883223) | Ehemalige Weberei und Strumpffabrik KGS-Nr.: 13774 | B    | G   | Frauenfelderstrasse 3 717294 / 259849            | |